# زهير لعروبي
زهير العروبي مواليد 30 يوليو 1984 لاعب كرة قدم مغربي يشغل مركز حراسة المرمى لصالح اتحاد طنجة.

## الإنجازات
الدفاع الحسني الجديدي
- كأس العرش : 2013

 الوداد الرياضي
- البطولة الوطنية المغربية : 2017
- دوري أبطال أفريقيا : 2017
- كأس السوبر الأفريقي : 2018

 نهضة بركان
- كأس الكونفيدرالية الأفريقية : 2020
- كأس السوبر الأفريقي الوصيف : 2021

 المغرب للمحليين
- بطولة أمم أفريقيا للمحليين : 2020

## روابط خارجية
- زهير لعروبي على موقع الاتحاد الدولي (مؤرشف)  (الإنجليزية)
- زهير لعروبي على موقع قاعدة بيانات كرة القدم.إي يو (الإنجليزية)
- زهير العروبي على موقع كووورة